# Puchar Świata juniorów w łyżwiarstwie szybkim 2023/2024
Puchar Świata juniorów w łyżwiarstwie szybkim 2023/2024 był 15. edycją tej imprezy. Cykl rozpoczął się 25 listopada 2023 r. we włoskim Baselga di Piné, zaś zakończył 4 lutego 2024 r. w japońskim Hachinohe.
Pucharowe zmagania zorganizowano w 3 miastach, w 2 krajach, na 2 kontynentach.

## Medaliści zawodów

### Kobiety
| Lp.    | Data                 | Miejscowość     | Konkurencja                     | 1. miejsce                                              | 2. miejsce                                                          | 3. miejsce                                              | Źr.                             |
| ------ | -------------------- | --------------- | ------------------------------- | ------------------------------------------------------- | ------------------------------------------------------------------- | ------------------------------------------------------- | ------------------------------- |
| 1. PŚJ | 25–26 listopada 2023 | Baselga di Piné | 1000 m (25.11)                  | Wiktoria Dąbrowska                                      | Jeannine Rosner                                                     | Rio Kawahara                                            | [ 1 ]                           |
| 1. PŚJ | 25–26 listopada 2023 | Baselga di Piné | 3000 m (25.11)                  | Aurora Grinden Løvås                                    | Hana Noake                                                          | Akane Iida                                              | [ 1 ]                           |
| 1. PŚJ | 25–26 listopada 2023 | Baselga di Piné | Bieg drużynowy (25.11)          | Holandia Meike Veen · Rosalie van Vliet · Patricia Koot | Kazachstan Alina Szumiekowa · Marija Degen · Kristina Szumiekowa    | Korea Południowa Cho Seo-yeon · Lim Lee-won · Heo Ji-an | [ 1 ]                           |
| 1. PŚJ | 25–26 listopada 2023 | Baselga di Piné | 500 m (26.11)                   | Hana Noake                                              | Jillian Knook                                                       | Hanna Mazur                                             | [ 1 ]                           |
| 1. PŚJ | 25–26 listopada 2023 | Baselga di Piné | 1500 m (26.11)                  | Meike Veen                                              | Jeannine Rosner                                                     | Hana Noake                                              | [ 1 ]                           |
| 1. PŚJ | 25–26 listopada 2023 | Baselga di Piné | Bieg masowy (26.11)             | Cho Seo-yeon                                            | Zhang Shaohan                                                       | Aurora Grinden Løvås                                    | [ 1 ]                           |
| 2. PŚJ | 2–3 grudnia 2023     | Collalbo        | 1000 m (02.12)                  | Meike Veen                                              | Rio Kawahara                                                        | Wiktoria Dąbrowska                                      | [ 2 ]                           |
| 2. PŚJ | 2–3 grudnia 2023     | Collalbo        | 3000 m (02.12)                  | Aurora Grinden Løvås                                    | Hana Noake                                                          | Lim Lee-won                                             | [ 2 ]                           |
| 2. PŚJ | 2–3 grudnia 2023     | Collalbo        | Sztafeta mieszana (02.12)       | Holandia Ties van Seumeren · Meike Veen                 | Korea Południowa Ko Eun-woo · Lim Lee-won                           | Norwegia Finn Elias Haneberg · Aurora Grinden Løvås     | [ 2 ]                           |
| 2. PŚJ | 2–3 grudnia 2023     | Collalbo        | 500 m (03.12)                   | Jung Hui-dan                                            | Waka Sasabuchi                                                      | Wiktoria Dąbrowska                                      | [ 2 ]                           |
| 2. PŚJ | 2–3 grudnia 2023     | Collalbo        | 1500 m (03.12)                  | Meike Veen                                              | Hana Noake                                                          | Cho Seo-yeon                                            | [ 2 ]                           |
| 2. PŚJ | 2–3 grudnia 2023     | Collalbo        | Bieg masowy (03.12)             | Hana Noake                                              | Hanna Mazur                                                         | Lim Lee-won                                             | [ 2 ]                           |
| 3. PŚJ | 3–4 lutego 2024      | Hachinohe       | 1000 m (03.02)                  | Meike Veen                                              | Wiktoria Dąbrowska                                                  | Emika Miyagawa                                          | [ 3 ]                           |
| 3. PŚJ | 3–4 lutego 2024      | Hachinohe       | 3000 m (03.02)                  | Aurora Grinden Løvås                                    | Hana Noake                                                          | Maira Jasch                                             | [ 3 ]                           |
| 3. PŚJ | 3–4 lutego 2024      | Hachinohe       | Sprint drużynowy (03.02)        | Holandia Jillian Knook · Meike Veen · Angel Daleman     | Kazachstan Alina Szumiekowa · Darja Gawriłowa · Kristina Szumiekowa | Polska Hanna Mazur · Wiktoria Dąbrowska · Zofia Braun   | [ 3 ]                           |
| 3. PŚJ | 3–4 lutego 2024      | Hachinohe       | 500 m (04.02)                   | Angel Daleman                                           | Jung Hui-dan                                                        | Hanna Mazur                                             | [ 3 ]                           |
| 3. PŚJ | 3–4 lutego 2024      | Hachinohe       | 1500 m (04.02)                  | Meike Veen                                              | Hana Noake                                                          | Emika Miyagawa                                          | [ 3 ]                           |
| 3. PŚJ | 3–4 lutego 2024      | Hachinohe       | Bieg masowy (04.02)             | Hana Noake                                              | Maybritt Vigl                                                       | Patricia Koot                                           | [ 3 ]                           |
|        | 9–11 lutego 2024     | Hachinohe       | 52. Mistrzostwa Świata Juniorów | 52. Mistrzostwa Świata Juniorów                         | 52. Mistrzostwa Świata Juniorów                                     | 52. Mistrzostwa Świata Juniorów                         | 52. Mistrzostwa Świata Juniorów |

#### Klasyfikacje
| Lp. | Zawodniczka         | Punkty |
| --- | ------------------- | ------ |
| 1.  | Jung Hui-dan        | 141    |
| 2.  | Wiktoria Dąbrowska  | 131    |
| 3.  | Hanna Mazur         | 130    |
| 4.  | Jillian Knook       | 129    |
| 5.  | Hana Noake          | 98     |
| 6.  | Chung Hyun-seo      | 96     |
| 7.  | Waka Sasabuchi      | 88     |
| 8.  | Sofie Adeberg       | 86     |
| 9.  | Darja Gawriłowa     | 85     |
| 10. | Kristina Szumiekowa | 84     |

| Lp. | Zawodniczka         | Punkty |
| --- | ------------------- | ------ |
| 1.  | Meike Veen          | 163    |
| 2.  | Wiktoria Dąbrowska  | 162    |
| 3.  | Jeannine Rosner     | 128    |
| 4.  | Chung Hyun-seo      | 108    |
| 5.  | Rio Kawahara        | 102    |
| 6.  | Darja Gawriłowa     | 102    |
| 7.  | Kristina Szumiekowa | 97     |
| 8.  | Jung Hui-dan        | 97     |
| 9.  | Maybritt Vigl       | 92     |
| 10. | Sofie Adeberg       | 90     |

| Lp. | Zawodniczka          | Punkty |
| --- | -------------------- | ------ |
| 1.  | Meike Veen           | 180    |
| 2.  | Hana Noake           | 156    |
| 3.  | Jeannine Rosner      | 134    |
| 4.  | Cho Seo-yeon         | 124    |
| 5.  | Lim Lee-won          | 116    |
| 6.  | Aurora Grinden Løvås | 108    |
| 7.  | Patricia Koot        | 88     |
| 8.  | Heo Ji-an            | 88     |
| 9.  | Rosalie van Vliet    | 88     |
| 10. | Rio Kawahara         | 76     |

| Lp. | Zawodniczka             | Punkty |
| --- | ----------------------- | ------ |
| 1.  | Aurora Grinden Løvås    | 180    |
| 2.  | Hana Noake              | 162    |
| 3.  | Maira Jasch             | 129    |
| 4.  | Akane Iida              | 126    |
| 5.  | Lim Lee-won             | 118    |
| 6.  | Patricia Koot           | 107    |
| 7.  | Ingrid Håkegård Eichler | 100    |
| 8.  | Jeannine Rosner         | 86     |
| 9.  | Cho Seo-yeon            | 85     |
| 10. | Natascha Lindenskov     | 80     |

| Lp. | Zawodniczka       | Punkty |
| --- | ----------------- | ------ |
| 1.  | Cho Seo-yeon      | 132    |
| 2.  | Zofia Braun       | 126    |
| 3.  | Lim Lee-won       | 121    |
| 4.  | Hana Noake        | 120    |
| 5.  | Patricia Koot     | 110    |
| 6.  | Akane Iida        | 100    |
| 7.  | Jéssica Rodrigues | 89     |
| 8.  | Maybritt Vigl     | 88     |
| 9.  | Hanna Mazur       | 83     |
| 10. | Zhang Shaohan     | 76     |

| Lp. | Reprezentacja    | Punkty |
| --- | ---------------- | ------ |
| 1.  | Holandia         | 180    |
| 2.  | Kazachstan       | 146    |
| 3.  | Korea Południowa | 138    |
| 4.  | Polska           | 128    |
| 5.  | Norwegia         | 126    |
| 6.  | Japonia          | 79     |
| 7.  | Hiszpania        | 74     |
| 8.  | Niemcy           | 72     |
| 9.  | Włochy           | 70     |
| 10. | Szwecja          | 61     |

### Mężczyźni
| Lp.    | Data                 | Miejscowość     | Konkurencja                     | 1. miejsce                                           | 2. miejsce                                                             | 3. miejsce                                                             | Źr.                             |
| ------ | -------------------- | --------------- | ------------------------------- | ---------------------------------------------------- | ---------------------------------------------------------------------- | ---------------------------------------------------------------------- | ------------------------------- |
| 1. PŚJ | 25–26 listopada 2023 | Baselga di Piné | 1000 m (25.11)                  | Issa Gunji                                           | Koo Kyung-min                                                          | Liu Bin                                                                | [ 1 ]                           |
| 1. PŚJ | 25–26 listopada 2023 | Baselga di Piné | 3000 m (25.11)                  | Metoděj Jílek                                        | Didrik Eng Strand                                                      | Freek van der Ham                                                      | [ 1 ]                           |
| 1. PŚJ | 25–26 listopada 2023 | Baselga di Piné | Bieg drużynowy (25.11)          | Niemcy Finn Sonnekalb · Tobias Schlörb · Tomy Nguyen | Norwegia Finn Elias Haneberg · Didrik Eng Strand · Filip Møller Nordal | Holandia Freek van der Ham · Mika Kolder · Niklas Reinders             | [ 1 ]                           |
| 1. PŚJ | 25–26 listopada 2023 | Baselga di Piné | 500 m (26.11)                   | Issa Gunji                                           | Fuga Tsujimoto                                                         | Finn Sonnekalb                                                         | [ 1 ]                           |
| 1. PŚJ | 25–26 listopada 2023 | Baselga di Piné | 1500 m (26.11)                  | Finn Sonnekalb                                       | Li Wenhao                                                              | Finn Elias Haneberg                                                    | [ 1 ]                           |
| 1. PŚJ | 25–26 listopada 2023 | Baselga di Piné | Bieg masowy (26.11)             | Metoděj Jílek                                        | Niklas Reinders                                                        | Yuta Fuchigami                                                         | [ 1 ]                           |
| 2. PŚJ | 2–3 grudnia 2023     | Collalbo        | 1000 m (02.12)                  | Koo Kyung-min                                        | Issa Gunji                                                             | Cho Yeong-jun                                                          | [ 2 ]                           |
| 2. PŚJ | 2–3 grudnia 2023     | Collalbo        | 3000 m (02.12)                  | Metoděj Jílek                                        | Didrik Eng Strand                                                      | Freek van der Ham                                                      | [ 2 ]                           |
| 2. PŚJ | 2–3 grudnia 2023     | Collalbo        | Sztafeta mieszana (02.12)       | Holandia Ties van Seumeren · Meike Veen              | Korea Południowa Ko Eun-woo · Lim Lee-won                              | Norwegia Finn Elias Haneberg · Aurora Grinden Løvås                    | [ 2 ]                           |
| 2. PŚJ | 2–3 grudnia 2023     | Collalbo        | 500 m (03.12)                   | Issa Gunji                                           | Koo Kyung-min                                                          | Fuga Tsujimoto                                                         | [ 2 ]                           |
| 2. PŚJ | 2–3 grudnia 2023     | Collalbo        | 1500 m (03.12)                  | Metoděj Jílek                                        | Finn Sonnekalb                                                         | Li Wenhao                                                              | [ 2 ]                           |
| 2. PŚJ | 2–3 grudnia 2023     | Collalbo        | Bieg masowy (03.12)             | Metoděj Jílek                                        | Yoon Ji-ho                                                             | Yuta Fuchigami                                                         | [ 2 ]                           |
| 3. PŚJ | 3–4 lutego 2024      | Hachinohe       | 1000 m (03.02)                  | Issa Gunji                                           | Koo Kyung-min                                                          | Jalen Doan                                                             | [ 3 ]                           |
| 3. PŚJ | 3–4 lutego 2024      | Hachinohe       | 3000 m (03.02)                  | Sigurd Henriksen                                     | Metoděj Jílek                                                          | Didrik Eng Strand                                                      | [ 3 ]                           |
| 3. PŚJ | 3–4 lutego 2024      | Hachinohe       | Sprint drużynowy (03.02)        | Niemcy Lennart Grabe · Tomy Nguyen · Finn Sonnekalb  | Kanada Daniel Hall · Max Poulin · Luca Veeman                          | Kazachstan Rusłan Zżanadiłow · Andriej Siemionow · Michaił Głuczszenko | [ 3 ]                           |
| 3. PŚJ | 3–4 lutego 2024      | Hachinohe       | 500 m (04.02)                   | Yuta Hirose                                          | Koo Kyung-min                                                          | Jalen Doan                                                             | [ 3 ]                           |
| 3. PŚJ | 3–4 lutego 2024      | Hachinohe       | 1500 m (04.02)                  | Metoděj Jílek                                        | Didrik Eng Strand                                                      | Finn Sonnekalb                                                         | [ 3 ]                           |
| 3. PŚJ | 3–4 lutego 2024      | Hachinohe       | Bieg masowy (04.02)             | Metoděj Jílek                                        | Yuta Fuchigami                                                         | Taiki Shingai                                                          | [ 3 ]                           |
|        | 9–11 lutego 2024     | Hachinohe       | 52. Mistrzostwa Świata Juniorów | 52. Mistrzostwa Świata Juniorów                      | 52. Mistrzostwa Świata Juniorów                                        | 52. Mistrzostwa Świata Juniorów                                        | 52. Mistrzostwa Świata Juniorów |

#### Klasyfikacje
| Lp. | Zawodnik            | Punkty |
| --- | ------------------- | ------ |
| 1.  | Koo Kyung-min       | 148    |
| 2.  | Issa Gunji          | 120    |
| 3.  | Mats van den Bos    | 120    |
| 4.  | Niklas Reinders     | 105    |
| 5.  | Fuga Tsujimoto      | 102    |
| 6.  | Kacper Abratkiewicz | 93     |
| 7.  | Gabriel Eduard Niţu | 87     |
| 8.  | Antoni Pluta        | 84     |
| 9.  | Didrik Eng Strand   | 84     |
| 10. | Cho Yeong-jun       | 81     |

| Lp. | Zawodnik            | Punkty |
| --- | ------------------- | ------ |
| 1.  | Issa Gunji          | 174    |
| 2.  | Koo Kyung-min       | 168    |
| 3.  | Cho Yeong-jun       | 124    |
| 4.  | Niklas Reinders     | 121    |
| 5.  | Didrik Eng Strand   | 106    |
| 6.  | Liu Bin             | 91     |
| 7.  | Szymon Wojtakowski  | 89     |
| 8.  | Finn Sonnekalb      | 77     |
| 9.  | Ties van Seumeren   | 74     |
| 10. | Michaił Głuczszenko | 71     |

| Lp. | Zawodnik            | Punkty |
| --- | ------------------- | ------ |
| 1.  | Finn Sonnekalb      | 162    |
| 2.  | Metoděj Jílek       | 154    |
| 3.  | Didrik Eng Strand   | 132    |
| 4.  | Ko Eun-woo          | 109    |
| 5.  | Szymon Wojtakowski  | 103    |
| 6.  | Li Wenhao           | 102    |
| 7.  | Alexander Farthofer | 96     |
| 8.  | Finn Elias Haneberg | 91     |
| 9.  | Mateusz Śliwka      | 87     |
| 10. | Manuel Ghiotto      | 86     |

| Lp. | Zawodnik            | Punkty |
| --- | ------------------- | ------ |
| 1.  | Metoděj Jílek       | 174    |
| 2.  | Didrik Eng Strand   | 156    |
| 3.  | Freek van der Ham   | 132    |
| 4.  | Yuta Fuchigami      | 120    |
| 5.  | Finn Elias Haneberg | 120    |
| 6.  | Manuel Ghiotto      | 112    |
| 7.  | Cho Seung-min       | 92     |
| 8.  | Taiki Shingai       | 92     |
| 9.  | Afonso Silva        | 83     |
| 10. | Yoon Ji-ho          | 77     |

| Lp. | Zawodnik            | Punkty |
| --- | ------------------- | ------ |
| 1.  | Metoděj Jílek       | 180    |
| 2.  | Yuta Fuchigami      | 150    |
| 3.  | Cho Seung-min       | 124    |
| 4.  | Yoon Ji-ho          | 110    |
| 5.  | Niklas Reinders     | 109    |
| 6.  | Carl Tatelli        | 98     |
| 7.  | Alexander Farthofer | 95     |
| 8.  | Manuel Ghiotto      | 92     |
| 9.  | William Silk        | 92     |
| 10. | Finn Elias Haneberg | 81     |

| Lp. | Reprezentacja    | Punkty |
| --- | ---------------- | ------ |
| 1.  | Holandia         | 146    |
| 2.  | Korea Południowa | 134    |
| 3.  | Niemcy           | 120    |
| 4.  | Kazachstan       | 120    |
| 5.  | Hiszpania        | 106    |
| 6.  | Polska           | 106    |
| 7.  | Norwegia         | 102    |
| 8.  | Japonia          | 79     |
| 9.  | Portugalia       | 70     |
| 10. | Kanada           | 54     |

## Wyniki reprezentantów Polski

### Indywidualne
Kobiety
| Zawodniczka | Baselga di Piné | Collalbo | Hachinohe |        | Baselga di Piné | Collalbo | Hachinohe |        | Baselga di Piné | Collalbo | Hachinohe |        | Baselga di Piné | Collalbo | Hachinohe |  | Baselga di Piné | Collalbo | Hachinohe |
| Zawodniczka | 500 m           | 500 m    | 500 m     | 1000 m | 1000 m          | 1000 m   | 1500 m    | 1500 m | 1500 m          | 3000 m   | 3000 m    | 3000 m | MS              | MS       | MS        |  |                 |          |           |
| Zofia Braun | 20              | 21       | –         | 19     | 11              | 11       | 9         | 11     | –               | –        | 8         | –      | 5               | 4        | 4         |  |                 |          |           |
| Wiktoria Dąbrowska | 4               | 3        | 5         | 1      | 3               | 2        | 18        | –      | –               | –        | –         | –      | –               | –        | –         |  |                 |          |           |
| Julia Grzywińska | 29              | –        | 24        | –      | –               | –        | –         | 20     | 18              | 21       | 19        | 21     | –               | –        | –         |  |                 |          |           |
| Liwia Kubin | –               | –        | –         | –      | –               | 21       | –         | –      | 16              | –        | –         | –      | –               | –        | –         |  |                 |          |           |
| Hanna Mazur | 3               | 8        | 3         | –      | 13              | –        | 17        | –      | –               | –        | –         | –      | –               | 2        | 12        |  |                 |          |           |
| Iga Smejda | –               | 24       | –         | 40     | 26              | –        | –         | –      | –               | 22       | –         | –      | –               | –        | –         |  |                 |          |           |
| Emilia Zawisza | –               | –        | –         | 27     | –               | –        | –         | 22     | –               | 19       | 21        | –      | –               | –        | –         |  |                 |          |           |
| 1-3 4-40 17-40 (półfinał biegu masowego) MS – Bieg masowy DNF – Zawodniczka nie ukończyła biegu DNS – Zawodniczka nie pojawiła się na starcie biegu DQ – Zawodniczka została zdyskwalifikowana WDR – Zawodniczka została wycofana ze startu |                 |          |           |        |                 |          |           |        |                 |          |           |        |                 |          |           |  |                 |          |           |

Mężczyźni
| Zawodnik | Baselga di Piné | Collalbo | Hachinohe |        | Baselga di Piné | Collalbo | Hachinohe |        | Baselga di Piné | Collalbo | Hachinohe |        | Baselga di Piné | Collalbo | Hachinohe |  | Baselga di Piné | Collalbo | Hachinohe |
| Zawodnik | 500 m           | 500 m    | 500 m     | 1000 m | 1000 m          | 1000 m   | 1500 m    | 1500 m | 1500 m          | 3000 m   | 3000 m    | 3000 m | MS              | MS       | MS        |  |                 |          |           |
| Kacper Abratkiewicz | 10              | 11       | 9         | –      | 17              | 19       | –         | –      | –               | –        | –         | –      | –               | –        | –         |  |                 |          |           |
| Dawid Balczerczyk | –               | –        | –         | –      | –               | –        | –         | –      | –               | 17       | –         | 21     | 8               | –        | 16        |  |                 |          |           |
| Mikołaj Bielas | 14              | 19       | –         | 25     | 31              | –        | –         | –      | –               | –        | –         | –      | –               | –        | –         |  |                 |          |           |
| Mikołaj Florkowski | –               | –        | –         | –      | –               | –        | –         | –      | –               | 22       | –         | –      | –               | –        | –         |  |                 |          |           |
| Szymon Kwapisz | –               | –        | –         | –      | –               | –        | –         | –      | –               | –        | 22        | 19     | –               | 22       | 18        |  |                 |          |           |
| Roch Maliczowski | –               | –        | –         | –      | –               | –        | dq        | –      | –               | –        | 28        | –      | –               | –        | –         |  |                 |          |           |
| Antoni Pluta | 11              | 15       | 13        | 40     | 16              | 16       | –         | –      | –               | –        | –         | –      | –               | –        | –         |  |                 |          |           |
| Jerzy Stadnicki | –               | –        | –         | –      | –               | –        | –         | 32     | 17              | 21       | –         | 26     | 17              | –        | –         |  |                 |          |           |
| Mateusz Śliwka | –               | –        | 10        | 16     | –               | –        | 17        | 8      | 12              | –        | 27        | –      | –               | 5        | –         |  |                 |          |           |
| Szymon Wojtakowski | 6               | 5        | –         | 19     | 12              | 6        | 21        | 5      | 4               | –        | –         | –      | –               | –        | –         |  |                 |          |           |
| 1-3 4-40 17-40 (półfinał biegu masowego) MS – Bieg masowy DNF – Zawodnik nie ukończył biegu DNS – Zawodnik nie pojawił się na starcie biegu DQ – Zawodnik został zdyskwalifikowany WDR – Zawodnik został wycofany ze startu |                 |          |           |        |                 |          |           |        |                 |          |           |        |                 |          |           |  |                 |          |           |

### Drużynowe
Kobiety / sztafety mieszane
| Zawodniczka | Baselga di Piné |    | Hachinohe |  | Collalbo |
| Zawodniczka | TP              | TS | MGR       |  |          |
| Polska | 5               | 3  | 5         |  |          |
| Zofia Braun | +               | +  | –         |  |          |
| Wiktoria Dąbrowska | –               | +  | +         |  |          |
| Julia Grzywińska | +               | –  | –         |  |          |
| Hanna Mazur | +               | +  | –         |  |          |
| 1-3 4-40 TP – Bieg drużynowy TS – Sprint drużynowy MGR – Sztafeta mieszana DNF – Zawodniczki nie ukończyły biegu DNS – Zawodniczki nie pojawiły się na starcie biegu DQ – Zawodniczki zostały zdyskwalifikowane WDR – Zawodniczki zostały wycofane ze startu |                 |    |           |  |          |

Mężczyźni / sztafety mieszane
| Zawodnik | Baselga di Piné |    | Hachinohe |  | Collalbo |
| Zawodnik | TP              | TS | MGR       |  |          |
| Polska | 11              | 7  | 5         |  |          |
| Kacper Abratkiewicz | –               | +  | –         |  |          |
| Roch Maliczowski | +               | –  | –         |  |          |
| Mateusz Śliwka | +               | +  | +         |  |          |
| Szymon Wojtakowski | +               | +  | –         |  |          |
| 1-3 4-40 TP – Bieg drużynowy TS – Sprint drużynowy MGR – Sztafeta mieszana DNF – Zawodnicy nie ukończyli biegu DNS – Zawodnicy nie pojawili się na starcie biegu DQ – Zawodnicy zostali zdyskwalifikowani WDR – Zawodnicy zostali wycofani ze startu |                 |    |           |  |          |